# Bloody Lunatic Asylum
Bloody Lunatic Asylum es el cuarto álbum de la banda italiana Theatres Des Vampires con 11 canciones, la última Les litanies de satan fue sacada de la obra de  Ludwig van Beethoven Sonata para piano n.º 14:

## Canciones
1. Prelude to madness
2. Till the last drop of blood
3. Une siason en enfer
4. Dances with satan
5. Lilith´s child
6. Pale religious letchery
7. Altar for the black mass
8. Lunatic asylum
9. Oath of supremacy
10. Dominions
11. Les litanies de satan

- Datos: Q2600967